# Carpodacus pulcherrimus
Carpodacus pulcherrimus là một loài sẻ thông thuộc Họ Sẻ thông (Fringillidae). Nó có thể thuộc chi Propasser. Chúng được tìm thấy ở Bhutan, Trung Quốc, Ấn Độ, Mông Cổ, Nepal, và Pakistan. 
Môi trường sống tự nhiên của chúng là các vùng cây bụi ở khu vực cao nhiệt đới hoặc cận nhiệt đới.

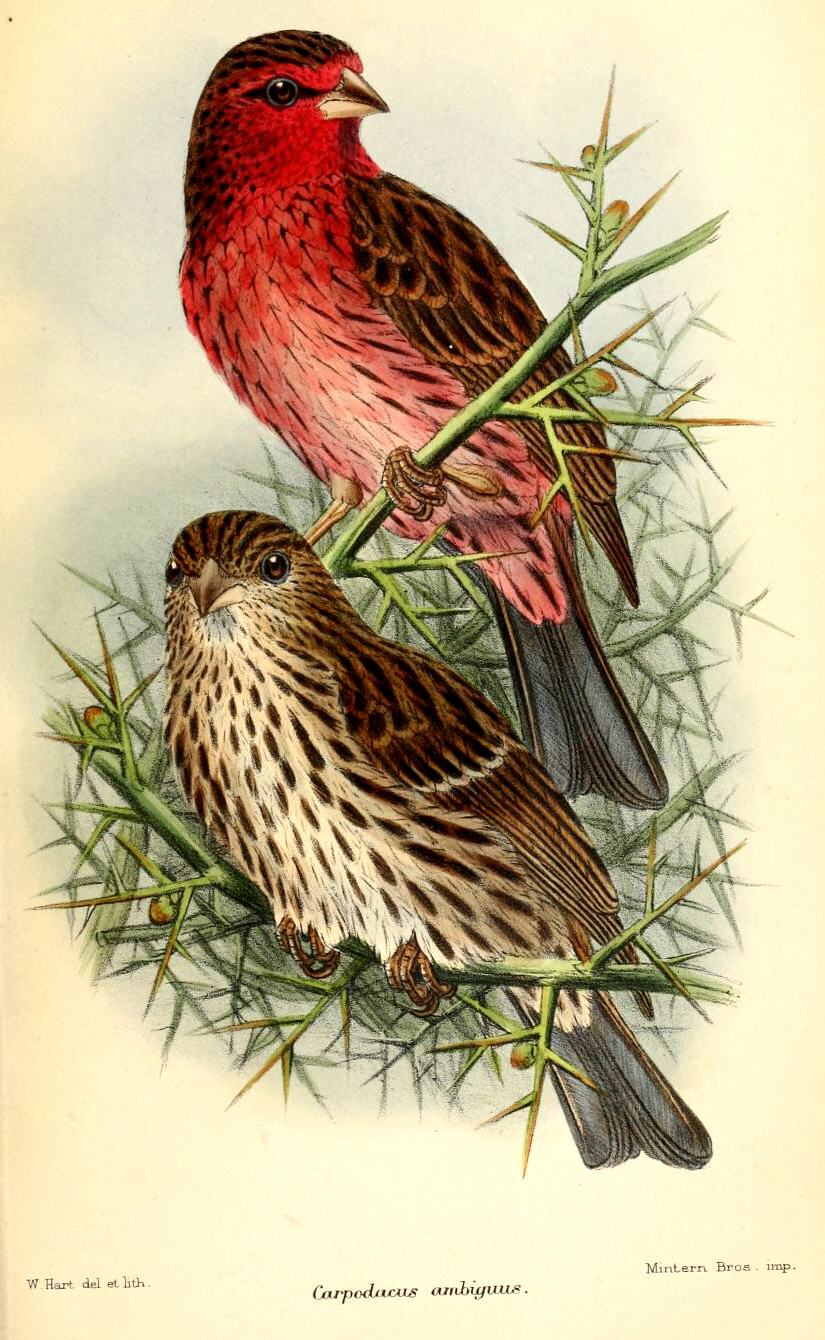
Minh họa bởi Hart, 1888